# Rezerwat przyrody Helskie Wydmy
Rezerwat przyrody Helskie Wydmy – florystyczny rezerwat przyrody na obszarze Nadmorskiego Parku Krajobrazowego na Mierzei Helskiej, utworzony w 2006 roku, o powierzchni 108,48 ha. Rezerwat znajduje się w części cyplowej mierzei na obszarze gminy miejskiej Hel. Ochronie rezerwatu podlega fragment wydmowego brzegu morskiego oraz specyficzne stanowiska roślinności wydmowej, ekosystemy murawowe, wrzosowiskowe i leśne, w szczególności bogate stanowiska porostów i grzybów naporostowych, charakterystycznych dla naturalnego nadmorskiego krajobrazu wydmowego, oraz znajdujący się tu las iglasty.

## Utworzenie rezerwatu
Zanim powstał rezerwat znaczną część tego terenu objęto ochroną w formie użytku ekologicznego „Helskie Wydmy” ustanowionego w 1999 r. na powierzchni 67,08 ha.
Rezerwat został utworzony rozporządzeniem Nr 91/06 Wojewody Pomorskiego z dnia 5 grudnia 2006 r. w sprawie uznania za rezerwat przyrody „Helskie Wydmy”, Dziennik Urzędowy Województwa Pomorskiego Nr 128 poz. 2665.

## Położenie i charakterystyka
Powierzchnia rezerwatu „Helskie Wydmy” wynosi 108,48 hektara. Obejmuje on stosunkowo wąski pas terenu o kształcie zbliżonym do trapezu, szerokości od ok. 380 do ok. 480 metrów i długości około 2300 metrów, położony dłuższymi bokami na kierunku południowy wschód – północny zachód. Są to tereny Skarbu Państwa, zarządzane przez Nadleśnictwo Wejherowo oraz Urząd Morski w Gdyni. Rozporządzenie tworzące rezerwat wyznaczyło także otulinę rezerwatu, którą jest obszar plaży o powierzchni 7,62 hektara, położony pomiędzy linią brzegową a podnóżem wydm przednich, wyznaczających granicę rezerwatu od strony morza, czyli wzdłuż jego północno-wschodniej granicy, w celu zabezpieczenia rezerwatu przed zagrożeniami ze strony działalności ludzi. Zostało to uzasadnione tym, że z pozostałych stron rezerwat sąsiaduje z gruntami pod zarządem Nadleśnictwa Wejherowo oraz zamkniętą jednostką wojskową. Wzdłuż południowo-zachodniej granicy rezerwatu biegnie trasa linii kolejowej nr 213.
Rezerwat leży w granicach Nadmorskiego Parku Krajobrazowego oraz obszaru siedliskowego sieci Natura 2000 „Zatoka Pucka i Półwysep Helski” PLH220032.
Rodzaj rezerwatu został określony jako florystyczny (Fl).
Ze względu na dominujący przedmiot ochrony jest to rezerwat typu biocenotycznego i fizjocenotycznego (PBf), podtyp biocenoz naturalnych i półnaturalnych (bp). Ze względu na główny typ ekosystemu w rezerwacie jest to typ wydmowy (EWd), podtyp wydm nadmorskich (wn).

## Ochrona

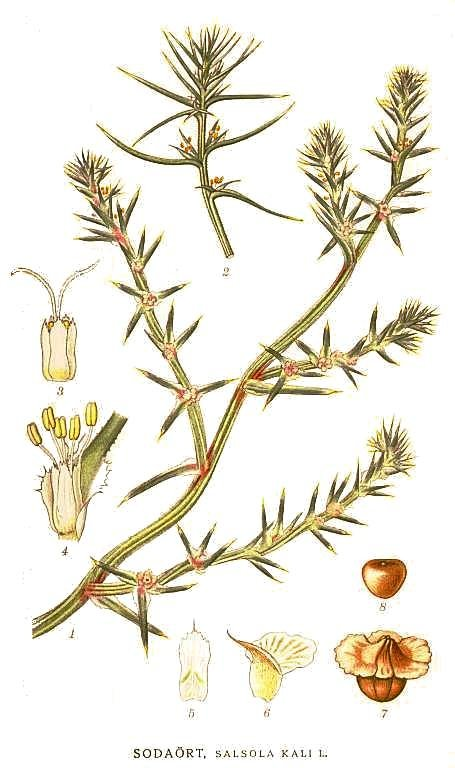
Solanka kolczysta (Salsola kali L.)

Na mocy obowiązującego planu ochrony ustanowionego zarządzeniem Regionalnego Dyrektora Ochrony Środowiska w Gdańsku z dnia 24 września 2012 r. (z późniejszymi zmianami), obszar rezerwatu objęty jest ochroną czynną.
Celem ochrony przyrody w rezerwacie jest zachowanie ekosystemów murawowych, wrzosowiskowych i leśnych, w szczególności bardzo bogatych biot porostów i grzybów naporostowych, charakterystycznych dla naturalnego nadmorskiego krajobrazu wydmowego.
Na terenie rezerwatu występuje unikatowy w Polsce naturalny krajobraz wydmowy, a obecność rzadkich i zagrożonych gatunków roślin i grzybów chronionych nadają mu wybitne walory przyrodnicze.
Do najwartościowszych populacji roślin i grzybów występujących na „Helskich Wydmach” należą:
- 5 gatunków roślin naczyniowych, podlegających ścisłej ochronie prawnej, i 3 gatunki podlegające ochronie częściowej, wśród nich kruszczyk rdzawoczerwony, mikołajek nadmorski i tajęża jednostronna;
- 9 gatunków roślin naczyniowych zagrożonych w regionie, m.in. kostrzewa poleska, groszek nadmorski i rukwiel nadmorska;
- 4 gatunki roślin naczyniowych zamieszczonych w „Polskiej Czerwonej Księdze Roślin”, m.in. lnica wonna i solanka kolczysta; ta pierwsza jest umieszczona także na liście Dyrektywy Rady EWG gatunków szczególnie cennych przyrodniczo;
- 12 gatunków porostów objętych ochroną ścisłą i 9 taksonów objętych ochroną częściową (10 z nich jest zagrożonych w skali Polski);
- 3 bardzo rzadkie w skali świata gatunki grzybów naporostowych: Clypeococcum cetrariae, Lichenoconium lichenicola i mający tu jedno z trzech znanych na świecie stanowisk Taeniolella trapeliopseos.

W rezerwacie występuje 5 typów siedlisk przyrodniczych, wymienionych w dyrektywie siedliskowej UE, w tym 2 siedliska o znaczeniu priorytetowym: wydmy szare oraz wydmy bezwapienne z bażyną czarną.
Występują także populacje chronionych gatunków zwierząt, w tym obecnych na liście dyrektywy ptasiej UE.

## Turystyka
Przez teren rezerwatu przebiega ścieżka edukacyjna „Helskie Wydmy” o długości 0,5 km.